# 므두셀라 (나무)

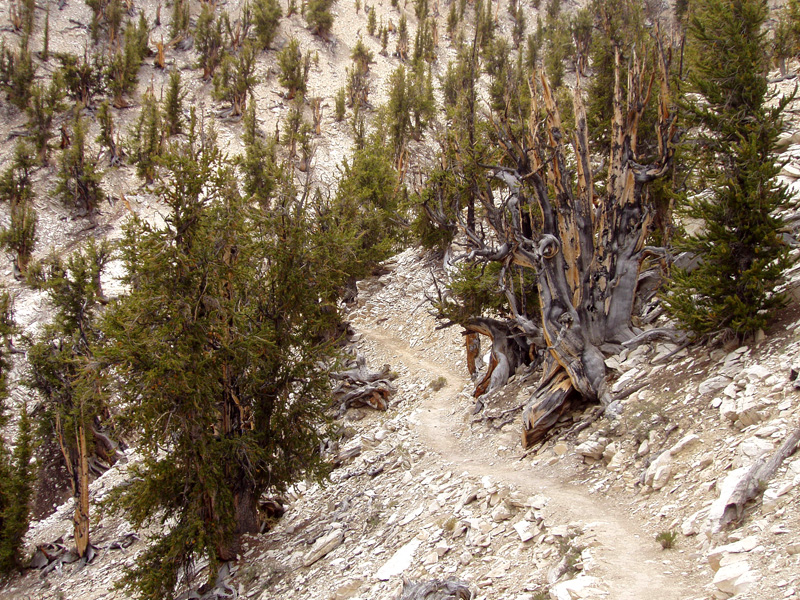
므두셀라

므두셀라(Methuselah)는 캘리포니아 동부의 인요 군 화이트 마운틴의 고지에 나는 수령 약 4,800년된 그레이트 분지 브리스틀콘 파인이다.